# Mastophora extraordinaria
Mastophora extraordinaria là một loài nhện trong họ Araneidae.
Loài này thuộc chi Mastophora. Mastophora extraordinaria được miêu tả năm 1876 bởi Holmberg.